# Арси (Трансформерс)
Арси (Arcee) је лик из популарне цртане серије Трансформерс, заснованој на популарној Трансформерс линији играчака које су произвели Такара и Хасбро.

## Генерација 1
Арси је женски Аутобот. Њен алтенативни облик је футуристички двосед-кабриолет.
Леп, љубазан и веран Аутобот, Арси је такође немилосрдан ратник за своје непријатеље. Арсина интелигенција, довитљивост и смиреност под паљбом чине је незаменљивом за Аутоботе. Десептикони је често потцењују, пошто их јако подсећа на жене са Земље према којим Десептикони нема никаквог поштовања, и верују да не заслужује њихову пажњу. То је став који Арси користи са смртном ефикасношћу. Арси је такође врло заштитнички настројена према Данијелу, што је њена највећа мана.
Као и сви нови ликови из филма Трансформерс (са изузетком Ултра Магнуса), Арси је прво била дизајнирана, али за разлику од играчака осталих ликова из филма, њена играчка никада није прошла фазу раних прототипова. Када је постала Хедмастер, Јапанци су се бавили идејом да издају префарбану верзију играчке Кромдомеа коју би представљала њу, али је предлог одбачен.
На крају је представљена играчка Арси из серије Хероји Сајбертрона, али она није могла да се трансформише.

### Анимирана серија
Иако се група женских Аутобота појавила у једној епизоди серије, Арси је брзо постала најпознатија због свог положаја сталног члана поставе након свог првог појављивања у филму. У филму је наговештено да Арси можда гаји осећања према Хот Роду, али након његове трансформације у Родимуса Прајма, чинило се да постаје ближа Спрингеру.
Умови Ултра Магнуса, Спрингера, Родимуса Прајма и Арси су пребачени у тела „синтоида“, имитације људи од стране људског криминалца Виктора Драта.
Након што су Десептикони успешно украли кључ за Плазма енергетску одају и отворили древни уређај, група Аутобота и људи, укључујући Арси и Данијела је одувана у свемир од ослобађања енергије и срушила се на планету Небулос. Брзо се удружујући са групом побуњеника против злих владара планете, Аутоботи и људи су извели процес којим су могли да комбинују најбоље од својих умова и тела и тако су посали Хедмастери.

### Марвелови стрипови
Арси се није појављивала у америчким Марвеловим стриповима (са изузетком адаптације филма), јер су континуитету који су стрипови успоставили Трансформерси нису имали полове, што би њено присуство као чисто женског робота ниподоштавало то. Ипак, она се појавила у британским стриповим чија се прича одвија у будућности, са додатком приче њеног настанка која ће оправдати њено постојање - она је била резултат покушаја Аутобота да боље разумеју људске концепте полова и да умире људске протестанте.

### Девилс Дјуови стрипови
Арси се појавила у трећој серији Девилс Дјуових стрипова Џи Ај Џо против Трансформерса. Гримлок, Арси, Бамблби и Персептор су послани на Земљу у помоћ Џи Ај Џоу да би уклонили утицај сајбертронске технологије на планету. Када је Кобра напала базу, Аутоботи су помогли у одбијању Кобрине армије борбених андроида.

## Трансформерс: Армада
Године 2003, у јапанској верзији Трансформерса: Армада, име Арси је дато истакнутом Миникону знаном у САД као Шуршок (доводећи до неких дебата око полова Миникона - Дримвејвови стрипови ће касније означити Шуршок као женско).

## Трансформерс: Енергон
У Трансформерсима: Енергон, играчка Арси је направљена у оригиналном калупу у почаст оригиналном лику. У причи Енергона, лик Арси је женски Омникон који се трансформише у мотоцикл и користи енергонски лук. Она је створена да буде вођа Омникона и тако је једини омникон који има јединстено име и изглед. У Јапану, лик и играчка су названи Еријел (Ariel).